# Liste der Mitglieder der Deutschen Akademie der Naturforscher Leopoldina/1788
Die Liste der Mitglieder der Deutschen Akademie der Naturforscher Leopoldina für 1788 enthält alle Personen, die im Jahr 1788 zum Mitglied ernannt wurden. Insgesamt gab es drei neu gewählte Mitglieder.

## Mitglieder
| Nr. | Name                         | Beiname        | Geboren       | Aufnahme | Gestorben     | Bild | Datenbank |
| --- | ---------------------------- | -------------- | ------------- | -------- | ------------- | ---- | --------- |
| 870 | Johann Georg Friedrich Franz | Panthemus III. | 8. Mai 1737   | 12. Jan. | 14. Apr. 1789 |      | 2794      |
| 871 | Johann Jakob Planer          | Democedes IV.  | 25. Juli 1743 | 22. Dez. | 10. Dez. 1789 |      | 6038      |
| 872 | Otto Justus Evers            | Chiron IV.     | 28. Aug. 1728 | 22. Dez. | 17. Jan. 1800 |      | 2677      |

## Hinweis zu den Lebensdaten
In der Liste sind zunächst die Lebensdaten gemäß Archiv der Leopoldina aufgenommen. Diese beziehen sich auf die Angaben gem. Neigebaur (1860) und Ule (1889). Die Lebensdaten im Namensartikel können daher von den Lebensdaten in der Liste abweichen.